# 2006
| 2006                                                                     |
| ------------------------------------------------------------------------ |
| Dødsfald - Fødsler                                                       |
| • Begivenheder • Film • Litteratur • Musik • Politik • Sport • Videnskab |

| Gregoriansk kalender | 2006 MMVI               |
| Ab urbe condita      | 2759                    |
| Armensk kalender     | 1455 ԹՎ ՌՆԾԵ            |
| Kinesiske kalender   | 4702 – 4703 乙酉 – 丙戌 |
| Etiopisk kalender    | 1998 – 1999             |
| Jødisk kalender      | 5766 – 5767             |
| Hindukalendere       |                         |
| - Vikram Samvat      | 2061 – 2062             |
| - Shaka Samvat       | 1928 – 1929             |
| - Kali Yuga          | 5107 – 5108             |
| Iransk kalender      | 1384 – 1385             |
| Islamisk kalender    | 1427 – 1428             |

2006 (MMVI) begyndte året på en søndag.
Regerende dronning i Danmark: Margrethe 2. 1972-2024
Se også 2006 (tal)

## Begivenheder

### Januar
- 1. januar – Østrig overtager formandskabet for EU
- 2. januar – En kulmineskakt i West Virginia, USA kollapser. 13 minearbejdere savnes.
- 4. januar – En af de savnede minearbejdere findes i live, de 12 andre findes omkomne.

- 4. januar – Israels premierminister Ariel Sharon indlægges ved 22-tiden (dansk tid) med hvad der beskrives som en ’massiv’ hjerneblødning. Ariel Sharon havde i forvejen overdraget sine beføjelser til sin stedfortræder, vicepremierminister Ehud Olmert, da han skulle opereres i forbindelse med en tidligere blodprop.

- 6. januar – Israels premierminister Ariel Sharon opereres for 3. gang siden indlæggelsen den 4. januar. Hans læger vurderer, at hjerneblødningerne og de efterfølgende operationer har påført Sharon uoprettelige hjerneskader.
- 7. januar – Charles Kennedy, formand for De Liberale Demokrater i Storbritannien træder tilbage som formand efter at han indrømmede at have et alvorligt alkoholproblem.
- 8. januar – 12 dør da en amerikansk militærhelikopter styrter i Irak, sandsynligvis pga. dårlige vejrforhold. Dermed har USA mistet mindst 2297 soldater i Irak, siden marts 2003
- 9. januar – Tyrkiet meddeler at Mehmet Ali Agca, der i 1981 forsøgte at myrde Johannes Paul II, vil blive løsladt i løbet af få uger.
- 10. januar – Islamisk Trossamfund sagsøger nu Dansk Folkepartis formand, Pia Kjærsgaard, for injurier, efter at hun har beskyldt foreningen for landsforræderi.
- 10. januar – Ukraines parlament fyrer regeringen fordi den har indgået en aftale med Rusland om gasleverancer, der betyder at Ukraine skal betale dobbelt så meget for gassen.
- 11. januar – Den Europæiske Menneskerettighedsdomstol kender eksklusivaftaler ulovlige.
- 11. januar – Ellen Johnson-Sirleaf vinder, som den første kvinde i Liberias historie, det liberianske præsidentvalg.
- 12. januar – I Hommel-sagen findes de fem tiltalte skyldige i pligtforsømmelse, idet irakiske fanger ikke er blevet behandlet korrekt. De fritages dog for straf, men anker alle dommen.
- 12. januar – I Saudi-Arabien mases mindst 345 muslimske pilgrimme ihjel, i forbindelse med den årlige pilgrimsfærd, hadj. Yderligere 289 meldes kvæstet.
- 15. januar – Rumsonden Stardust vender efter en færd på næsten syv år tilbage til Jorden med sjældne former for støv fra stjerner og kometer, som ifølge forskere kan være med til at give vigtige fingerpeg om solsystemets skabelsesproces.
- 15. januar – Socialisten og børnelægen Michelle Bachelet vælges, som den første kvinde i Chiles historie, til Chiles præsident.
- 16. januar – Økonomen Ellen Johnson-Sirleaf tages i ed som Liberias – og også Afrikas – første folkevalgte kvindelige præsident.
- 18. januar – NASA's nye rumsonde New Horizons blev opsendt med succes kl. 2:00 pm EST (GMT-5).
- 20. januar – En fem-seks meter lang hval af arten nordlig døgling observeres ganske usædvanligt i Themsen i London.
- 21. januar – Storebæltsbroen er lukket i 22 timer på grund af nedfaldende is.
- 21. januar – Kronprins Frederik og Kronprinsesse Marys søn døbes i Christiansborg Slotskirke Han får navnene Christian Valdemar Henri John
- 22. januar - den venstreorienterede Eva Morales bliver den første indianer indsat som Bolivias præsident
- 23. januar – Stephen Harper fra Det Konservative Parti i Canada erobrer 124 af 308 pladser i parlamentet og vinder dermed parlamentsvalget. Den hidtidige premierminister, Paul Martin fra Det Liberale Parti, der har regeret Canada de sidste 12 år, går samtidig som leder af sit parti.
- 24. januar – Kulturminister Brian Mikkelsen fremlægger den stærkt omdiskuterede danske kulturkanon, over 96 værker af national særklasse inden for kunstarterne: film, arkitektur, litteratur, billedkunst, design, scenekunst og musik. Hvert værk er ifølge kommissoriet "uomgængeligt og umisteligt i den danske kulturarv".
- 25. januar – Valget i det palæstinensiske selvstyreområde forløber fredeligt, og med en stor valgdeltagelse (omkring 77 procent). Det moderate Fatah-parti forbliver formentlig det største , men det islamiske Hamas, der stillede op for første gang får stor opbakning blandt vælgerne.
- 26. januar – Det officielle valgresultat giver Hamas et flertal på 76 af de 132 pladser i det palæstinensiske parlament.
- 26. januar – Kåre Bluitgens bog "Koranen og profeten Muhammeds liv" udkommer. Bogen, der startede Muhammed-sagen.
- 27. januar – Mozarts 250 års fødselsdag
- 28. januar – I dag om aftenen begynder mange kinesere at fejre kinesisk nytår.
- 29. januar – Internetfri dag. Foreslået af Global Ideas Bank Arkiveret 1. marts 2019 hos  Wayback Machine
- 29. januar – Den finske socialdemokrat, Tarja Halonen, vinder i præsidentvalgets 2. runde over den konservative Sauli Niinistö med en majoritet på 51,8 %.
- 30. januar – Jyllands-Posten undskylder via et jordansk nyhedsbureau, at de har krænket mange muslimer, med de tegninger af profeten Muhammed, der har fået store dele af Mellemøsten til at boykotte danske varer.
- 31. januar – Tre danske efterskolepiger brænder inde i en hytte i Norge. De blev hhv. 15, 16 og 17 år.
- 31. januar – Alan Greenspan, USA's nationalbankdirektør, går på pension. Han efterfølges af Ben Bernanke.

- Hans Højhed Prins Nikolai af Danmark begynder at gå i skole.

### Februar
- 1. februar – Aviser i flere europæiske byer bringer Jyllands-Postens og egne tegninger af Muhammed og kalder det et værn om ytringsfriheden
- 1. februar - Sonofusion (boblefusion) uden ekstern neutronkilde er sandsynliggjort ifølge ét forskningshold.
- 2. februar – den egyptiske færge al-Salam Boccaccio 98 med 1415 personer om bord synker i Det Røde Hav.
- 4. februar – Vrede demonstranter i Syriens hovedstad Damaskus stormer både den danske og den norske ambassade og sætter dem i brand.
- 4. februar – FN's generalsekretær Kofi Annan opfordrer muslimer i hele verden til at acceptere Jyllands-Postens undskyldning i forbindelse med Muhammed-tegningerne
- 5. februar – Det danske konsulat i Libanons hovedstad Beirut, sat i brand under voldsomme demonstrationer.
- 6. februar – De første dødsfald i forbindelse med konflikten om Muhammed-tegningerne rapporteres: Libanon: 1. Afghanistan: 5. Somalia: 1.
- 8. februar – Vestre Landsret afviser en gruppe katolikkers påstand om diskrimination i forbindelse med folkekirkeordningen, herunder civilregistrering, begravelsesomkostninger og præsternes løn.
- 11. februar - Vicepræsident Dick Cheney rammer i en vådeskudsulykke sin ven Harry Whittington i ansigtet under jagt
- 18. februar – Pernille Fischer Christensen vinder en sølvbjørn samt debutantprisen på filmfestivalen i Berlin for sin første spillefilm – En Soap
- 20. februar – Den selvlærte britiske historiker David Irving idømmes i Wien tre års fængsel for benægtelse af holocaust.
- 20. februar – Den ungarske filosof og forfatter Agnes Heller tildeles Sonningprisen 2006, der er Danmarks største kulturpris. Med prisen, der uddeles hvert andet år, følger 1 mio. kr. I indstillingen fra Københavns Universitet hedder det bl.a, at Agnes Heller modtager prisen for sit omfattende forfatterskab, hvor hun med "kreativt talent, politisk klogskab, moralsk energi og intellektuel hæderlighed" har beskrevet Europas kultur gennem et halvt århundrede. Prisen overrækkes ved en festlighed på Københavns Universitet 19. april 2006.
- 21. februar - den frygtede fugleinfluenza H5N1 når til Ungarn og Kroatien.
- 21. februar – den krigsforbryderanklagede, tidligere hærchef i Republika Srpska, Ratko Mladić hævdes anholdt i Beograd. Oplysningen benægtes dog af den serbiske regering.
- 22. februar – "Den gyldne moské" – Imam Ali al-Hadi moskéen i den irakiske by Samarra nord for Bagdad, ødelægges af to bomber. Det er et af shiamuslimernes mest hellige steder, og handlingen fører til voldsomme demonstrationer.
- 27. februar – Britisk politi oplyser, at det totale udbytte fra røveriet mod Securitas depotet i Kent den 22. februar beløber sig til ikke mindre end 53.116.760 £, hvilket gør kuppet til landets største nogensinde.

### Marts
- 1. marts - det første bekræftede tilfælde af fugleinfluenza (H5N1), i Europa, forekommer i prøver fra en død svane ved Genevesøen i Schweiz
- 9. marts - Vand i flydende form opdages på Enceladus, Saturns 6. største måne
- 14. marts – EU-kommissionen godkender sammenlægningen af det statsejede olie- og naturgasselskab DONG med kraftværksselskaberne Elsam og Energi E2, elselskabet Nesa, samt de kommunale forsyningsselskaber Københavns Energi og Frederiksberg Forsyning. For at mindske monopoltilstande skal DONGs gaslager i Nordjylland afhændes og der skal sælges gasproduktion svarende til ca. 10 % af det danske forbrug ved auktion til det frie marked.
- 15. marts – Rigsadvokaten fastslår, at Jyllands-Postens tegninger af profeten Muhammed ikke var en overtrædelse af loven.
- 15. marts – En musvåge, der er fundet død ved Svinø Strand ved Næstved, viser sig at være smittet med fugleinfluenza, men det vides dog ikke, om det drejer sig om H5N1. Der oprettes en beskyttelseszone på tre kilometer omkring findestedet og en overvågningszone på 10 kilometer.
- 16. marts – Danmarks Fødevareforskning bekræfter, at fuglen med fugleinfluenza, der blev fundet 15. marts er bærer af den farlige variant H5N1.
- 17. marts – Ni døde troldænder fundet på Ærø konstateres også med fugleinfluenza. Dette er således andet tilfælde.
- 19. marts – Statens Serum Institut bekendtgør efter en kortlægning af virussen fra musvågen med fugleinfluenza, at virussen er beslægtet med de tilfælde konstateret bl.a. i Iran, Irak, Italien og Nigeria, men forskelligt fra tilfældene i Thailand og Vietnam.
- 20. marts – Fødevarestyrelsen oplyser, at man har "bestyrket mistanke" om, at en svane fundet ved Frederikssund er smittet med fugleinfluenza. Der oprettes en overvågningszone, der bl.a. dækker områderne omkring Hornsherred, Roskilde Fjord og Arresø. Ydermere viser testresultater, at de døde troldænder fra Ærø var smittede med den farlige variant H5N1.
- 22. marts – Den baskiske separatistbevægelse ETA erklærer en permanent våbenhvile og vil søge dialog med den spanske regering.
- 22. marts – Fødevarestyrelsen bekræfter, at den "bestyrkede mistanke" til en svane fundet ved Frederikssund var berettiget: Fuglen var smittet med fugleinfluenza og udgør dermed det tredje tilfælde af fugleinfluenza i Danmark. Samtidigt har en død troldand fundet i Præstø den 19. marts vist sig at være smittet med fugleinfluenza.
- 23. marts – Lille men overraskende stor formodet gravitomagnetismeeffekt opdaget, som sikkert kan give en antigravitationeffekt. Efter 3 år og 250 eksperimenter ser det ud til at dér ér en gravitomagnetismeeffekt. (kilde March 26, 2006, Sciencedaily: Anti-gravity Effect? Gravitational Equivalent Of A Magnetic Field Measured In Lab Arkiveret 14. juni 2006 hos  Wayback Machine).
- 23. marts – En dansk soldat dør i tjeneste i Irak, som følge af de kvæstelser han pådrog sig, da en vejsidebombe detonerede nær soldatens køretøj.
- 24. marts – Sangsvanen fra Frederikssund, som var smittet med fugleinfluenza viser sig at være smittet med H5N1-varianten. Desuden har man konstateret fugleinfluenza i en død vandrefalk på Drejø.
- 27. marts – I alt seks fugle fra Lolland, Falster, Fyn og Sjælland konstateres positive for fugleinfluenza. Der er nu konstateret 11 fund.
- 27. marts – Præsident Viktor Jusjtjenko går stærkt tilbage ved parlamentsvalget i Ukraine. Det Moskva-tro Regionernes Parti, med Viktor Janukovitj som leder, blev det største parti.
- 28. marts – Partiet Kadima med Ehud Olmert som leder vinder valget i Israel
- 28. marts - i Frankrig demonstrerer mere end 1 million fagforeningsmedlemmer, studenter og arbejdsløse mod regeringens forslag om at stille unge under 26 år markant ringere på arbejdsmarkedet end øvrige ansatte
- 29. marts – Liberias tidligere præsident, Charles Taylor, anholdes i Liberias hovedstad, Monrovia og overføres til FN's kontorer i Sierra Leone, hvor han bliver stillet for en særlig ret for sine krigsforbrydelser
- 29. marts - delvis solformørkelse, hvor 23% af solens skive er dækket

### April
- 3. april – Thaksin Shinawatras parti genvinder flertallet i Thailand ved et meget omstridt valg, hvor oppositionen boykottede valget i store dele af landet og mange blanke stemmer blev afgivet i protest.
- 4. april – Den al-Qaida-affilierede Zacharias Moussaoui bliver af en domstol i Alexandria, Virginia fundet egnet til dødsstraf i USA for hans forbrydelser i forbindelse med terrorangrebet den 11. september 2001.
- 6. april – Håndskrifter fra omkring år 300 menes at være et glemt evangelium, det såkaldte Judasevangelium (omtalt som kættersk i 180). Teksten stiller Judas Iskariot i et helt nyt lys.
- 7. april – Plácido Domingo han fik sin debut på Det kongelige Teater af Operaen.

- 10. april – Forza Italia, Silvio Berlusconis parti, erkender nederlag i det italienske valg, som blev afholdt 9.-10. april.
- 11. april – Silvio Berlusconi nægter at godtage centrum-venstre sejr, i det italienske valg og kræver ny gennemgang af omstridte stemmer. Valgresultatet giver Romano Prodi flertal i begge kamre.
- 15. april – En bosnisk metalarbejder hævder at have fundet en pyramide i Bosnien, der skulle være opført for 14.000 år siden. En række medier viderebringer historien, der senere viser sig ikke at have videnskabelig opbakning.

- 18. april – USA's forsvarsminister, Donald Rumsfeld, siger, at han ikke er uundværlig – men at han heller ikke overvejer at trække sig tilbage efter at være blevet kritiseret af en håndfuld pensionerede generaler.
- 19. april – Den italienske højesteret bekræfter endeligt Berlusconis nederlag ved parlamentsvalget.
- 25. april – Socialdemokraterne fyrer den politiske ordfører, Lotte Bundsgaard, og indsætter i stedet Henrik Sass Larsen. Tilsvarende sker der flere ændringer i toppen af partiet. Ændringerne sker angiveligt for at give partiet en tydeligere profil i offentligheden.
- 25. april – 1 person bliver dræbt, da en motorvejsbro kollapser få hundrede meter nord for Limfjordstunnellen i Aalborg.
- 28. april – Det italienske parlament træder for første gang sammen, efter valget d. 9.-10. april.
- 29. april – Stephen Colberts indlæg ved White House Correspondents' Association's Dinner.

### Maj
- 2. maj – Silvio Berlusconi indgiver officielt sin afsked, til præsident Carlo Azeglio Ciampi, efter valget 9-10. april. Han bedes dog om at fortsætte, som et forretningsministerium, indtil valgets vinder, Romano Prodi, får sammensat sin regering
- 2. maj - næsten 100.000 folkeskoleelever landet over demonstrerer imod afskaffelsen af gruppeeksamenerne. Organisationen Danske Skoleelever står bag demonstrationerne
- 5. maj – den populære rocksangerinde Sanne Salomonsen bliver ramt af en blodprop og beslutter sig for at aflyse alle sine arrangementer sommeren over.
- 10. maj – Sevilla FC vinder UEFA Cuppen. Pokalen er deres første i over 50 år.
- 12. maj – Justin Gatlin sætter ny verdensrekord i 100 m løb i tiden 9,76 sekunder. Tiden bliver dog senere korrigeret til 9,77 og bliver derfor kun en delt rekord med Asafa Powell fra 2005.
- 15. maj – En uafhængig ekspertgruppes rapport om fyrværkeriulykken i Seest 3. november 2004 offentliggøres.
- 17. maj – Over hele Danmark går et stort antal mennesker, primært studerende, på gaden, for at demonstrere mod regeringens velfærdsreform. Se også: 17. maj-initiativet.
- 17. maj – FC Barcelona vinder årets Champions League finale med 2-1 over Arsenal FC
- 18. maj – Institut for Idéhistorie og Filosofi, på Aarhus Universitet, besættes i protest over regeringens velfærdsforslag
- 18. maj – Ægyptologen Aly Abd Alla Barakat fra Egyptian Mineral Resources Authority tror at de udgravede sten fra de formodede Bosniske pyramider er menneskefremstillede og at de er slebet (eng. polished) på samme måde som stenene på pyramiderne i Giza. Han har også fundet samme specielle cementmateriale, som i Giza-pyramiderne.
- 18. maj – Den danske Irak-styrke forlænges indtil den 1. juli 2007 med et snævert politisk flertal.
- 18. maj – Nepals parlament har stækket kongemagten: Kongen mister kontrollen med militæret, skal nu betale skat og fratages juridisk immunitet. Nepal, der var verdens eneste hinduistiske stat, bliver desuden sekulær.
- 18. maj – Fugleinfluenza af typen H5 er fundet i en fynsk hobbybesætning af høns ved Hundslev, Kerteminde.
- 19. maj – TV 2 præsenterer på et pressemøde endnu en tv-kanal, nemlig TV 2 Nyhedskanalen, som får premiere den 1. december 2006.
- 20. maj – Heavy metal-gruppen Lordi fra Finland vinder årets udgave af Eurovision Song Contest. Det er første gang Finland vinder konkurrencen, som dette år blev afholdt i Athen, Grækenland.
- 20. maj – Viborg HK vinder for første gang Champions League i håndbold med samlet finalesejr over Krim Ljubljana.
- 22. maj – Folkeafstemningen om Montenegros uafhængighed fra Serbien giver et flertal på 55,4 procent for løsrivelsen. Nejsiden forlanger omtælling.
- 24. maj - Regentparret besøger Grækenland. Det er første gang i 40 år et dansk statsoverhoved besøger landet efter indførelsen af republikken
- 27. maj – Et jordskælv nær byen Yogyakarta på den indonesiske ø Java, kostede mere end 6200 mennesker livet. Jordskælvet målte 6,2 på richterskalaen. (se: Jordskælvet på Java 2006)
- 28. maj – Den britiske instruktør Ken Loach får Den Gyldne Palme ved filmfestivalen i Cannes for sin film The Wind That Shakes The Barley om Irlands frihedskrig mod England.
- 28. maj – Ivan Basso (Team CSC) vinder det italienske cykelløb Giro d'Italia med den fjerde største tidsforskel i løbets historie på 9,18 minutter
- 30. maj – Statoil i Danmark introducerer nyt biobrændstof, der er blyfri 95 oktan benzin, med 5% bio-ethanol. Det nye produkt kaldes Bio95.
- 30. maj – En 19 årig mand dør af de kvæstelser han har fået, efter et overfald tæt på Christiania, natten til mandag.
- 31. maj – Den tidligere folketingspolitiker Uwe Jensen, idømmes 14 års fængsel i USA for ulovlig våbenhandel.

### Juni
- 2. juni – Folketinget vedtager med 25 stemmers flertal, at lesbiske og enlige kvinder kan få udført kunstig befrugtning af læger på offentlige sygehuse.
- 3. juni – Montenegro erklærer sin uafhængighed, efter at landets parlament formelt har anerkendt resultatet af folkeafstemningen den 21. maj , hvor man stemte for at løsrive sig fra unionen med Serbien.
- 3. juni – Royal Ungdom stiftes.
- 4. juni – Serbien erklærer sin uafhængighed, efter at forbundsfællen Montenegro har vedtaget at løsrive sig fra landet. Serbien arver unionens sæde i FN.
- 5. juni – en brand i det ene tunnelrør under Storebælt betyder, at toggangen må indstilles og erstattes af busser over Storebæltsbroen.
- 5. juni – for første gang siden Muhammedkrisen må Venstre notere sig en tilbagegang på 3,7 procentpoint i forhold til valget. Regeringen har dog fortsat flertal.
- 6. juni – flere aviser fortæller, at Islands statsminister Halldor Asgrimsson vil forlade politik. Det sker som følge af dårlige lokalvalg for hans parti, Fremskridtspartiet. Lederen af koalitionspartneren Uafhængighedspartiet, udenrigsminister Geir Haarde, forventes at overtage statsministerposten.
- 6. juni – undersøgelse af Antikythera-mekanismen fra før ca. 80 f.Kr. viser nu, at den skotøjsæske store tingest med mere end 30 tandhjul og drejeskiver, faktisk er en kompleks bærbar analog astronomicomputer
- 6. juni - her forekom datoen 06/06/06 for første gang, siden Anton LaVey grundlagde Church of Satan i San Francisco i USA i 1966. Tallet 666 bliver ofte hentydet til som djævlens nummer, men den præcise betydning er dyrets tal. Filmen The Omen: 666 havde også premiere denne dato
- 9. juni – 2006 FIFA World Cup indledes i Tyskland
- 10. juni – Stor ildkugle styrtet ned kl. 2:13.25 om natten i det nordlige Norge. Den menes at have haft en masse på 10-12 kg. Den kunne ses over et flere hundrede kilometer stort område på trods af solskin. Record meteorite hit Norway Arkiveret 12. juni 2006 hos  Wayback Machine Nedstyrtningsstedet er i Reisadalen i Nord-Troms. Record meteorite hit Norway Arkiveret 6. juli 2006 hos  Wayback Machine
- 10. juni – Voldelige moddemonstrationer ved Gellerupparken da "Stop Islamiseringen af Danmark" afholdt godkendt demonstration. Ophidsede beboere kastede bl.a. fyrværkeri mod politiet. I Svendborg var der også voldsomme konfrontationer.
- 12. juni – Regeringen og KL bliver enige om rammerne for næste års kommunale økonomi. Aftalen betyder fortsat stramme rammer for kommunerne.
- 13. juni – Risikoen for borgerkrig i de palæstinensiske områder er øget efter kampe i aftes mellem Fatah og Hamas.
- 15. juni – Amager Bryghus Flytter ind i lokaler på Fuglebækvej på Amager
- 16. juni - den 5200 år gamle gravhøj, Stuehøj, ved Ølstykke indvies af Nationalmuseet, efter en 3 måneder lang restauration. Højen er opført tidligere end pyramiderne i Egypten
- 19. juni – To politifolk skyder og dræbte en psykisk syg mand, der var gået amok i en 7-Eleven på Frederiksberg.
- 19. juni – Gustav Klimts maleri Portræt af Adele Bloch-Bauer I bliver solgt for 135 millioner dollars, den højeste salgspris for et maleri nogensinde.
- 20. juni – Lego offentliggør planer om at flytte det meste af produktionen til udlandet. 900 medarbejdere skal fyres over 3 år.
- 23. juni – Jesper Faurschou vinder DM 10.000 meter bane i Århus.
- 26. juni – Tekniske analyser viser, at fejlberegninger var skyld i en motorvejsbros kollaps ved Nørresundby i Nordjylland den 25. april i år.
- 27. juni – I sagen om mordet på Ghazala Khan blev alle de ni tiltalte i Østre Landsret kendt skyldige i æresdrab.
- 27. juni – Det meddeles, at Judasevangeliet vil blive udgivet i en dansk oversættelse.
- 30. juni – Henrik Saugmandsgaard Øe er udpeget som ny forbrugerombudsmand efter Hagen Jørgensen, som fratræder med udgangen af oktober måned.
- 30. juni – Mette Vibe Utzon vært på Danmarks Radio siger sit job op for at blive vært på TV 2's nye nyhedskanal
- 30. juni - Få dage inden løbets start rammes Tour de France af en dopingskandale, der betyder, at favoritterne Jan Ullrich og Ivan Basso udelukkes

### Juli
- 1. juli – Statsminister Anders Fogh Rasmussen taler til Venstres Ungdoms Landsstævne på Dalum Landbrugsskole ved Odense.
- 3. juli – Ca. 35 personer dør og 20 kvæstes da et metrotog i den spanske by Valencia forulykker.
- 4. juli – Rumfærgen Discovery opsendes fra Cape Canaveral.
- 5. juli – Der konstateres endnu et tilfælde af fugleinfluenza i Danmark. Fundet sker i en besætning af tamfugle ved Viborg.
- 5. juli – Nordkorea affyrede 10 raketter hvorfra en var en langdistanceraket trods internationale advarsler. Langdistanceraketten mislykkedes og styrtede i det japanske hav 42 sekunder efter opsendelsen.
- 6. juli – Tidligere officer i den danske hær Annemette Hommel og fire militærpolitifolk bliver i Østre Landsret frifundet for overtrædelse af Genevekonventionen ved fangeafhøringer under den danske besættelse af Irak.
- 6. juli – Kina og Indien genåbner grænseovergangen ved Nathu La-passet, som ligger på den gamle Silkerute.
- 7. juli – Det offentliggøres, at i forbindelse med reformen af politikredse indføres det fælles telefonnummer 114 for politiet i Danmark, der vil stille om til nærmeste politistation. De lokale 1448-numre vil dog fortsat være åbne.
- 7. juli – Årsdagen for terrorangrebet i London 2005 markeres i bl.a. St Paul's Cathedral og Regent's Park.
- 8. juli – Tennisspilleren Caroline Wozniacki vinder pigesinglerækken i årets Wimbledon-turnering. Det er første gang, siden Kurt Nielsen i 1947 vandt drengerækken, at en dansker vinder en singletitel i Wimbledon.
- 9. juli – Mindst 150 dræbt i en flyulykke, da et russisk Airbus A-310 fly gled af startbanen i Irkutsk, Sibirien
- 11. juli – En serie af eksplosioner rammer Indiens kommercielle hovedstad, Mumbai, i et terrorangreb, hvor mere end 200 mennesker bliver dræbt og mere end 700 bliver kvæstet. Eksplosionerne rammer byens tog.
- 12. juli – Hizbollah affyrer flere Katjusja-raketter mod nordisraelske byer, hvorefter Israel bomber store dele af det sydlige Libanon - Anden Libanonkrig er udløst
- 12. juli – EU-kommissionen giver Microsoft en bøde på 2,1 milliarder kroner fordi Microsoft fortsat ikke har udleveret tilstrækkelige tekniske oplysninger om sit styresystem, hvilket de skulle ifølge dom fra 2004. Det er ifølge EU-kommissionen konkurrenceforvridende.
- 15. juli – Under ledelse af Udenrigsministeriet iværksætter danske myndigheder evakuering af danske statsborgere i Libanon
- 15. juli - det sociale medie Twitter introduceres
- 20. juli - Årets hidtil højeste temperatur måles i Esbjerg til 33,2°
- 21. juli – Evakueringen af danske statsborgere i Libanon, der blev iværksat den 15. juli, har nu omfattet mere end 5.000 personer, som er bragt til Danmark via Syrien og Cypern.
- 21. juli – Indisk politi anholder tre mænd i forbindelse med terrorangrebet i Mumbai.
- 22. juli – Danmark vinder VM i holdspeedway
- 23. juli – Amerikaneren Floyd Landis vinder cykelløbet Tour de France 2006. Danskeren Michael Rasmussen vinder for andet år i træk den prikkede bjergtrøje.
- 25. juli – Fire FN-observatører bliver dræbt ved et israelsk luftangreb i Libanon.
- 26. juli – UCI meddeler at en cykelrytter i Tour de France-feltet er taget for doping.
- 27. juli – Cykelholdet Phonak siger i en pressemeddelelse, at en dopingprøve fra tourvinderen Floyd Landis har vist et positivt resultat, og hvis en kontrolprøve også viser sig positiv, vil Landis blive fyret fra holdet.
- 31. juli – DSB rammes af en serie uheld, der betyder store forsinkelser i togtrafikken, primært øst for Storebælt. Uheldene omfatter nedfaldne køreledninger på Høje Taastrup station og Københavns Hovedbanegård, en personpåkørsel på Holbæk Station samt et IC3-tog, der gik i stå i tunnelen under Storebælt.

### August
- 1. august – Cubas præsident Fidel Castro overdrager midlertidigt magten til sin lillebror, mens han kommer sig efter en operation.
- 1. august – Den danske svømmer Jakob Andkjær vinder bronze i 50 m butterfly ved EM i svømning
- 1. august – World Orienteering Championships 2006 åbnes officielt ved ceremonien i Århus i Mindeparken af DOF's formand Ole Husen og Kronprins Frederik.
- 1. august – DR-Byen får sit eget postnummer: 0999.
- 5. august – Tour de France 2006-vinderen Floyd Landis' b-prøve viser ligesom den første prøve et positivt resultat for det mandlige kønshormon testosteron, og han bliver derfor fyret fra cykelholdet Phonak. Desuden risikerer han at blive frataget sejren i årets Tour de France og udelukket fra al sport i to år. Landis fastholder at han er uskyldig og vil appellere.
- 7. august – Seks eksplosioner i den fillippinske vulkan Mayon sender røgsøjler med aske 800 m op i luften. Myndighederne tager initiativ til at evakuere op mod 50.000 mennesker, da der frygtes et regulært udbrud meget snart.
- 9. august – Tre mexicanske fiskere bliver reddet efter at have drevet rundt i Stillehavet i 10 måneder. I alt fem personer var med båden, der løb tør for benzin. De overlevede ved at spise rå fisk og fugle.
- 10. august – Scotland Yard afværger en terroraktion, hvori det var planlangt at sprænge flere passagerfly i luften under flyvningen fra England til Amerika. Der indføres for første gang nogensinde højeste sikkerhedsberedsskab i Heathrow Lufthavn. 18 mennesker anholdes.
- 11. august – Galathea 3 afgår fra København ud på en verdensomspændende forskningsekspedition, der dog først bringer skibet til Stavanger for at reparere skibets skrue.
- 12. august – FN's sikkerhedsråd vedtager enstemmigt Resolution 1701, der har til formål at stoppe den aktuelle konflikt mellem Israel og Hizbollah i Libanon.
- 14. august – Den danske cykelrytter Linda Villumsen Serup vinder Tour de France for kvinder.
- 14. august – Våbenhvile mellem Israel og Hizbollah starter kl. 7 dansk tid (kl. 8 lokal tid).
- 14. august – NASA meddeler at de har mistet de originale optagelser af månelandingen. De originale filmruller kan være forsvundet i forbindelse med oprydningen af NASA's arkiv, der i disse år bliver kraftigt nedskåret. Mange kopier eksisterer dog stadig hos tv-selskaber, men i en meget dårlig kvalitet.
- 15. august – Giftlinien, der er Danmarks første offentligt tilgængelige rådgivningscenter om forgiftninger, åbner.
- 16. august – Verdens største containerskib Emma Mærsk forlader Lindøværftet
- 16. august – Det Berlingske Officin sender deres nye gratis avis Dato på gaden.
- 17. august – Libanons hær indtager i samarbejde med FN-styrker områder i Sydlibanon, der i omkring 6 år har været kontrolleret af Hizbollah.
- 17. august – JP/Politikens Hus udsender deres nye gratisavis 24timer.
- 18. august – Fem af de fredede kanonbådsskure på Holmen i København nedbrænder. Da skurene anvendes til kontorer er der ingen personskade.
- 22. august – Et russisk fly styrter ned i Ukraine nær byen Donetsk og samtlige 171 om bord omkommer.
- 23. august – En 18-årig østrigsk kvinde slipper fri fra fangenskab, efter at hun som 10-årig i 1998 forsvandt sporløst på vej til skole. Hendes bortfører begår efterfølgende selvmord.
- 23. august – FC København kvalificerer sig imod alle odds, til UEFA Champions League med en sammenlagt 3-2-sejr over AFC Ajax Amsterdam, efter en 2-0 sejr på Amsterdam ArenA, og et 2-1-nederlag i Parken.
- 24. august – 85.000 valfarter til koncert med Madonna på hendes Confessions Tour i Horsens.
- 24. august – Den Internationale Astronomiske Union vedtager efter afstemning, at Pluto og 3 andre himmellegemer i solsystemet ikke kan klassificeres som planeter.
- 27. august – En skypumpe raserer en landejendom ved Rødby på Lolland, hvor taget blev suget 200 m op i luften. Ingen kom noget til.
- 28. august – Verdens ældste kvinde, María Esther Capovilla, dør 116 år gammel af influenza i Ecuador
- 28. august - Landsretten tilkender Faderhuset brugsret over Ungdomshuset på Jagtvej i København
- 31. august – FN's Sikkerhedsråd har vedtaget at indsætte en FN-styrke på op til 17.000 mand i Darfur-provinsen i Sudan. FN-styrken skal senest 1. januar 2007 erstatte den nuværende fra Den Afrikanske Union.
- 31. august – Norsk politi oplyser at de to malerier af Edvard Munch, Madonna og Skriget, der blev stjålet 22. august 2004, fra Edvard Munch Museet, er blevet fundet.
- 31. august – I den såkaldte Tvind-sag bliver alle otte tiltalte fra Tvind-toppen frifundet for skattesvig. Det gælder blandt andet Mogens Amdi Petersen og Poul Jørgensen. Den ene tiltalte, Sten Byrner, idømmes ét års betinget fængsel for underslæb.

### September
- 1. september – Svenske forskere offentliggør resultater, der tyder på, at biobenzin skaber mere farlig ozon end almindelig benzin. Desuden er benzindampe fra biobenzin markant højere end EU's grænseværdier.[1]
- 3. september – Rolling Stones gæster Horsens. 85.000 mennesker overværer koncerten.
- 4. september – ESA's SMART-1 fuldfører sin mission ved, med vilje, at styrte ned på månen
- 5. september – Politiets Efterretningstjeneste sigter 7 personer for at have planlagt terroristiske bombesprængninger.
- 5. september – TV 2's dokumentarprogram Operation X anklager, efter optagelser med skjult kamera, Ringkøbing Amts chatkonsulent Rudy Frederiksen for selv at udnytte de piger, han til dagligt arbejder for at beskytte. Rudy Frederiksen har tidligere været interviewet omkring hjemmesiden Arto flere gange. Han melder sig selv til politiet 6. september.
- 7. september – Venstres politiske ordfører, Jens Rohde, forlader ifølge TV 2 Folketinget for at tiltræde en stilling som direktør for TV 2's nye radiostation.
- 10. september – Steve Irwin, begraves i sin zoologiske have i Australien
- 11. september – 5 årsdagen for angrebet på World Trade Center bliver markeret med store Mindehøjtidligheder i New York.
- 11. september – Prins Christian af Danmark bliver tronfølger
- 12. september – Den amerikanske ambassade i Damaskus udsat for terroristangreb
- 12. september – 7 mennesker bliver dræbt, heraf 5 børn, da bombe eksploderer i Tyrkiet
- 12. september – Japans nye prins bliver navngivet, han får navnet Hisahito.
- 12. september – Galathea 3 annoncerer at man vil lede efter vraget af M/S Hans Hedtoft.
- 13. september – 1 dræbt og 19 sårede ved skuddramaet på Dawson Universitetet i Montreal
- 13. september – Fortrolige papirer fra PET fundet på gaden ved Buddinge Station. Papirerne var en køreplan for aktionen mod de terrorsigtede som blev anholdt i Vollsmose, Odense d. 5. september. Fejlen koster en PET-mand jobbet.
- 14. september – Troels Lund Poulsen vælges som ny politisk ordfører for Venstres folketingsgruppe. Troels Lund Poulsen afløser Jens Rohde som har stoppet sin politisk karriere, til fordel for en stilling som direktør på TV 2's kommende radiostation.
- 15. september – Byrådet i Århus Kommune indgår budgetforlig og skærer 410 millioner i næste års budget. Adskillige pædagoger i kommunen nedlægger arbejdet i protest.
- 16. september – Pave Benedikt 16. beklager sin tale, som han afholdte i Regensburg, Tyskland d. 12. september. I talen anvendte paven et citat som antydede, at profeten Muhammed har givet verden onde og umenneskelige ting. Talen har udløst skarpe protester fra visse dele af den muslimske verden.
- 17. september – Sverige går til valg om fordelingen af pladserne i Riksdagen. Meningsmålingerne forventer sejr til de borgelige partier og dermed et regeringsskifte
- 17. september - Pave Benedikt 16. beklager det postyr hans tale den 12. september vakte blandt mange muslimske samfund, og paven pointerede, at de anvendte gamle citater, ikke afspejler hans opfattelser af de aktuelle forhold
- 18. september – En eksplosion raserer en fireetagers beboelsesejendom i Milano, og mindst to er dræbt samt over 50 såret. Det formodes, at der er tale om en gasulykke.
- 18. september – Voldsomme demonstrationer i Budapest mod den ungarske premierminister Ferenc Gyurcsany får blandt andet den statslige tv-station til at gå i sort. Demonstranterne kræver Gyurcsanys afgang.
- 18. september – En voldsom brand hærger tårnet på Holckenhavn Slot ved Nyborg.
- 19. september – Militærkup i Thailand. Landets statsminister Thaksin erklærer undtagelsestilstand.
- 19. september – En stor del af S-togsnettet i Storkøbenhavn lammes på grund af en computerfejl.
- 22. september – Mindst 23 personer omkommer ved en togulykke i Emsland i Tyskland, i en kollision under en testkørsel mellem et Transrapid-højhastighedstog og et vedligeholdelseskøretøj.
- 22. september – I flere kommuner i landet er daginstitutioner ramt af strejker blandt pædagoger eller blokader fra forældre som protest mod kommunale nedskæringer på børnepasningen. Det gælder blandt andet Århus, Silkeborg, Aalborg og Odsherred.
- 22. september - Den første muslimske kirkegård, Den muslimske gravplads i Brøndby, åbner i Danmark.
- 23. september – En dansk soldat bliver dræbt under patruljering af en vejsidebombe nær Basra i Irak. En anden soldat bliver hårdt såret, og yderligere syv får mindre sår.
- 24. september – 268 anholdes under voldsomme uroligheder på Nørrebro – efter en demonstration til fordel for Ungdomshuset.
- 27. september – Med en sejr på 1-0 over Finland kvalificerer det danske kvindelige fodboldlandshold sig til VM i fodbold for kvinder 2007 i Kina.
- 28. september – Kejserinde Dagmar genbegraves i Peter og Paul-katedralen i Sankt Petersborg.
- 29. september – Bill Clinton besøger Frederikshavn og holder foredrag i Arena Nord
- 29. september – Justitsminister Lene Espersen rammer i forbindelse med et højresving i et vejkryds en knallertkører, der er på vej lige over. Det er i første omgang uklart, om ministeren overholdt sin vigepligt.

### Oktober
- 1. oktober – Politiet finder i vandet ved Midskov på Nordfyn liget af en 10-årig handicappet dreng, der har været forsvundet siden september
- 1. oktober – En bombe sprænger i Århus ved en ejendom med lokaler for en somalisk forening. Der sker ingen personskader, men en del materielle skader
- 1. oktober - DSB indfører en rejsegaranti hvilket betyder at passagerer kan få en ny billet eller penge, hvis deres tog er mere end en halv time forsinket
- 1. oktober – Østrig afholder parlamentsvalg.
- 2. oktober – Statsministeriet modtager 158.748 underskrifter i protest mod besparelser på børneområdet, medens pædagoger landet over har nedlagt arbejdet, og forældre blokerer børneinstitutioner.
- 2. oktober – Amerikanerne Andrew Z. Fire og Craig C. Mello tildeles Nobelprisen i medicin for opdagelsen af en mekanisme af central betydning for informationsstrømmen i celler.
- 2. oktober – Det nye Statsfængslet Østjylland, der skal erstatte det gamle Horsens Statsfængsel, indvies af justitsminister Lene Espersen.
- 3. oktober – Dagen for Folketingets åbning efter sommerferien præges af demonstrationer, strejker og blokader mod, hvad demonstranterne påstår er kommunale nedskæringer flere steder i landet. Se også: Velfærd til Alle.
- 3. oktober – Amerikanerne John C. Mather og George F. Smoot tildeles Nobelprisen i fysik for deres forskning i Big Bang-teorien.
- 4. oktober – Amerikaneren Roger D. Kornberg tildeles Nobelprisen i kemi for sine studier i genetisk transskription.
- 4. oktober – Tredje sæson af Lost starter i USA
- 5. oktober - på et pressemøde offentliggøres det, at Kronprins Frederik går efter en plads i Den Internationale Olympiske Komite, IOC.
- 5. oktober – et kontrolbesøg viser, at en skal, der dækker en vandboring i Greve, er ødelagt, og en person har forsøgt at forgifte drikkevandet med stryknin.
- 5. oktober – byrådet i Århus Kommune vedtager det budgetforslag, der i de seneste uger har givet den store uro blandt især pædagoger og forældre i kommunen.
- 5. oktober – en dansk soldat dræbes under en ildkamp nær Basra. Det er det sjette danske offer under indsatsen i det sydlige Irak.
- 7. oktober – Motorveje ved Herning åbner for trafik.
- 8. oktober – Nordkorea foretager for første gang en atomprøvesprængning. Det meste af verden, med USA, EU og Rusland i spidsen, fordømmer testen.
- 8. oktober – Ifølge en ny meningsmåling fra Vilstrup står regeringen og Dansk Folkeparti til at miste deres flertal, og Socialdemokraterne til at være Danmarks største parti.
- 9. oktober – Videooptagelser fra Dansk Folkepartis Ungdoms sommergruppemøde med medlemmer, der konkurrerer om at gøre Muhammed til grin, offentliggøres på Nyhedsavisens hjemmeside og er skyld i flere protester fra muslimske lande
- 9. oktober - Nordkorea bekendtgør, at de med succes har foretaget en underjordisk atomprøvesprængning
- 11. oktober – Et mindre fly rammer en boligblok på Manhattan i New York tæt på FN's hovedkvarter, og mindst to personer er døde. Der er dog ikke tegn på terror som ved terrorangrebet den 11. september 2001. Det viser sig senere at der er tale om den amerikanske baseballstjerne Cory Lidle og flytypen var en Cirrus SR-20. Cory og hans flyinstruktør var eneste om bord på flyet, da det forulykkede.
- 13. oktober – Vladimir Kramnik vinder VM i skak 2006 over Veselin Topalov og forener skakverdenens to VM-titler.
- 13. oktober – Nobels fredspris tildeles de fattiges og i særdeleshed kvindernes bank Grameen Bank fra Bangladesh som må dele prisen med bankens grundlægger Muhammad Yunus.
- 14. oktober – I Sverige må handelsminister Maria Borelius efter få dage forlade den nye borgerlige regering ledet af Fredrik Reinfeldt på grund af afsløringer om skattesnyd og manglende licensbetaling.
- 16. oktober – Endnu en minister i Sverige må forlade regeringen på grund af afsløringer om skattesnyd og manglende licensbetaling. Denne gang drejer det sig om kulturminister Cecilia Stegö Chilò.
- 17. oktober – To metrotog støder sammen i Rom. Mindst 1 blev dræbt og 90 såret.
- 22. oktober – Panama godkender ved en folkeafstemning et forslag om at udvide kapaciteten af Panamakanalen til det dobbelte.
- 25. oktober – I en principiel dom har Fogedretten i København besluttet, at Internetudbyderen Tele2 skal lukke for adgangen til den russiske internettjeneste AllOfMP3.com, da der her udbydes sange og cd'er, uden at rettighedshaverne modtager betaling herfor.
- 26. oktober – Hoffet meddeler, at kronprinsesse Mary er gravid, og at fødslen forventes i maj 2007.
- 26. oktober – Jyllands-Postens chefredaktør og kulturredaktør frikendes i en civil retssag for krænkelse af muslimers ære ved at bringe Muhammed-tegningerne i efteråret 2005.
- 28. oktober – St. Louis Cardinals vinder World Series – den sidste runde i Major League Baseballs slutspil – over Detroit Tigers.

### November
- 1. november – Efter en oktober med varmerekord vender vejret 1. november fuldstændigt og bliver til storm med sne og slud bl.a. med det resultat, at Storebæltsbroen må lukke for biltrafik i flere timer.
- 1. november – I Champions League kampen i Parken vinder F.C. København 1-0 over Manchester United.
- 1. november – Et svensk fragtskib med 14 mand om bord går ned i det hårde vejr i Østersøen mellem Öland og Gotland og 2 mand omkommer.
- 1. november – Efter lang tids usikkerhed afgør Flygtningenævnet, at 15-årige forældreløse Rams ikke skal sendes tilbage til Sri Lanka på grund af urolighederne i landet og efter en direkte opfordring fra UNHCR.
- 5. november – Iraks tidligere diktator Saddam Hussein dømmes til døden ved hængning for forbrydelser mod menneskeheden. To af hans medarbejdere dømmes ligeledes til døden, mens andre støtter idømmes fængsel mellem 15 år og livstid.
- 5. november – En person bliver dræbt og fire såret ved et skyderi på morgenværtshuset Café Louise på Nørrebrogade i København.
- 7. november – Demokraterne bliver de store sejrherrer ved midtvejsvalget i USA og sikrer sig flertallet i såvel Repræsentanternes Hus som Senatet. Præsident George W. Bushs magt er herefter betydeligt svækket.
- 7. november – Der indgås forlig om finansloven for 2007 mellem Venstre, Konservative og Dansk Folkeparti
- 8. november – Stormrådet meddeler at Danmark 1. november blev ramt af en stormflod og således kan alle folk syd for Limfjorden få erstatning for skader som den almindelige forsikring ikke dækker.
- 8. november – Daniel Ortega vinder præsidentvalget i Nicaragua til trods for at bl.a. USA har advaret befolkningen i landet mod at stemme på ham.
- 8. november – I forbindelse med en organisationsændring i DR vælger nyhedsdirektør Lisbeth Knudsen at opsige sin stilling med øjeblikkelig virkning.
- 13. november – En lastbil fra Ungarn kører ind i et fyldt S-tog mellem Skovlunde og Herlev midt i morgenmyldretiden. Flere bliver lettere såret, og trafikken forstyrres kraftigt.
- 15. november – Det britiske spilleselskab Ladbrokes taber en anlagt sag mod den danske stat. Landsretten kender Danske Spils monopol for lovligt.
- 16. november – Tivoli afslører deres planer for byggeri af et 102 meter højt hotel med luksusboliger ved Rådhuspladsen, hvor det nuværende H.C. Andersen Slottet står. Huset er tegnet af den verdensberømte arkitekt Norman Foster, og hotellet skal drives af Four Seasons.
- 19. november – DR flytter al nyhedsproduktion til DR Byen.
- 21. november – Alle partier i Folketinget, undtagen De Radikale, indgår aftale om nye rygeregler der bl.a. betyder rygeforbud på alle arbejdspladser (undtagen enkeltmandskontorer og særlige rygerum), på serveringssteder på over 40 m² og i den kollektive trafik. Reglerne træder i kraft 1. april 2007.
- 21. november – I Nepal underskriver regeringen og de maoistiske oprørere en fredsaftale der afslutter den 10 år lange borgerkrig.
- 23. november – Dagen bliver den hidtil blodigste i Irak siden Irak-krigens begyndelse. Seks bomber dræber over 200, og mellem 30 og 100 bevæbnede oprørere angriber Sundhedsministeriet.
- 23. november – Ifølge hoffets informationschef er dronning Margrethe stoppet med at ryge offentligt.
- 24. november – Sundhedsstyrelsens direktør Jens Kristian Gøtrik fratræder øjeblikkeligt, efter at sundhedsminister Lars Løkke Rasmussen på direkte tv har nedvurderet styrelsens arbejde.
- 28. november – Efter en principiel dom i Vestre Landsret er der nu åbnet for boligforeningers mulighed for at smide familier med kriminelle børn ud af deres bolig.

### December
- 1. december – TV 2 starter kl. 12 Danmarks første tv-kanal med nyheder 24 timer i døgnet, TV 2 News.
- 1. december – På trods af, at november måned startede med sne og slud, bliver efteråret 2006 det varmeste i Danmarks historie. I København, hvor man har den længste periode med vejrmålinger i Danmark, det varmeste i mindst 239 år.
- 4. december – To journalister og chefredaktør Niels Lunde fra Berlingske Tidende frifindes ved retten for anklagen om at have viderebragt fortrolige oplysninger i den såkaldte Grevil-sag.
- 5. december – En norsk domstol har afgjort, at striptease er kunst, og at arrangører heraf derfor fritages for at betale moms.
- 5. december – Militæret tager magten ved et statskup på Fiji.
- 5. december – Finlands parlament ratificerer EU's forfatningstraktat med 125 stemmer for og 39 imod. Dermed er Finland det 16. land, der har ratificeret traktaten.
- 6. december – Joseph Kabila indsættes som den første demokratisk valgte præsident i den Demokratiske Republik Congo.
- 8. december – wiien udkom i Danmark
- 10. december – I Oslo uddeles Nobels fredspris til den bangladeshiske bankmand Muhammad Yunus.
- 12. december – Hvideruslands oppositionsleder Aleksander Milinkevitj modtager Sakharov-prisen ved en ceremoni i EU-Parlamentets bygninger i Strasbourg.
- 12. december – En rapport fra Rigsrevisionen retter hård kritik mod familie- og forbrugerminister Lars Barfoed. Statsminister Anders Fogh Rasmussen støtter sin minister.
- 12. december – Faderhuset afviser atter et tilbud om at sælge Ungdomshuset til en fond. Dermed anset en voldelig konfrontation for uundgåelig.
- 12. december – en voldsom brand hærger en del af Gamla Stan i Stockholms centrum
- 13. december – Dansk Folkeparti vælter familie- og forbrugerminister Lars Barfoed efter statsrevisorernes sønderlemmende kritik af Fødevarestyrelsen
- 14. december – Den tidligere sydkoreanske udenrigsminister Ban Ki-moon tages i ed af FNs Generalforsamling som ny FN-generalsekretær fra 1. januar 2007. Ceremonien forrettes af formanden for Generalforsamlingen, Haya Rashad al-Khalifa, fra Bahrain.
- 14. december – Den finske udenrigsminister Erkki Tuomioja tildeles Fakta Finlandia-prisen 2006 af Finlands Bogstiftelse. Prisen uddeles lige som Finlandia-prisen og Finlandia Junior-prisen hvert år.
- 15. december – Det konservative medlem af Folketinget Carina Christensen bliver ny familie- og forbrugerminister.
- 16. december – Spanien genoptager ruteflyvningen fra Madrid til Gibraltar for første gang siden 1979.
- 16. december – En uanmeldt demonstration på Nørrebro til fordel for Ungdomshuset udvikler sig til voldsomme konfrontationer med politiet, der anholder 273. Demonstranterne kaster med sten, smadrer butiksruder og tænder bål i gaderne.
- 19. december – Hos en købmand i Øster Assels på Mors finder politiet 2,8 tons fyrværkeri, der er opbevaret ulovligt i et beboelseskvarter.
- 21. december – Pressenævnet udtaler kritik af Nyhedsavisen for at bringe billeder fra en sommerlejr i Dansk Folkepartis Ungdom uden at sløre personerne.
- 21. december – Største europæiske dinosaur (Turiasaurus riodevensis) opdages i Spanien.
- 21. december – CD's tidligere formand, Mimi Stilling Jakobsen, melder sig ind i Socialdemokratiet.
- 21. december – En 23-årig homoseksuel mand idømmes 2½ års fængsel for at have dyrket usikker sex uden at fortælle sine partnere om sin hiv-smitte.
- 21. december – Som følge af at byggeriet af DR Byen er blevet meget dyrere end planlagt skal DR spare 100 mio. kr. over de næste to år.
- 23. december – En efterladt kuffert på en perron lammer i flere timer fjerntogstrafikken til og fra Nørreport Station. Kuffertens indhold viser sig dog at være ganske uskadeligt efter den er blevet skudt i stykker af ammunitionsrydningstjenesten.
- 24. december – Etiopien angriber Somalia for at forhindre at Rådet af Islamiske Domstole vinder magten i hele Somalia.
- 26. december – Saddam Husseins dødsdom stadfæstes af Iraks højesteret til udførelse inden for 30 dage.
- 27. december – De radikale og SF i København vil finde et nyt tilholdssted til Ungdomshuset – også selv om de unge ikke forlader Jagtvej 69 først.
- 28. december – Somalias hovedstad Mogadishu indtages af somaliske regeringsstyrker og etiopisk militær, mens de islamistiske oprørere der holdt byen, flygter mod Sydsomalia.
- 29. december – Københavns overborgmester Ritt Bjerregaard foreslår, at Ungdomshuset kan blive genhuset på Christiania.
- 29. december – Efter at have fået stadfæstet sin dødsdom af Iraks højesteret, bliver Saddam Hussein formentlig henrettet indenfor et døgn.
- 30. december – En ni måneder lang våbenhvile brydes, da den baskiske separatistbevægelse ETA sprænger en bilbombe i Madrids internationale lufthavn.
- 31. december – otte bomber sprænger i Thailands hovedstad Bangkok, tre mister livet
- 31. december - som resultat af Strukturreformen nedlægges de danske amter. De danske regioner oprettes dagen efter

## Født
- 6. september - Prins Hisahito af Akishino, japansk kongelig

## Politik
- 26. marts - Venstres retsordfører, Birthe Rønn Hornbech, kalder en række lovforslag til bekæmpelse af terror "et angreb på frihedsrettighederne ud over alle grænser."
- 20. juni – Farums tidligere borgmester, Peter Brixtofte, idømmes 2 års ubetinget fængsel for mandatsvig
- 20. juni – Regeringen indgår et forlig om fremtidens velfærd sammen med Dansk Folkeparti, Radikale Venstre og Socialdemokraterne
- 14. december - Lars Barfoed afgår som minister, efter fødevareskandalen fra foråret 2006 blusser op igen, og Carina Christensen fra Strib på Fyn tiltræder som minister

## Sport
- 12. januar - Brøndby IFs unge forsvarstalent Daniel Agger, bliver solgt til Liverpool FC for 63 millioner kr. Han er dermed den dyreste spiller nogensinde solgt af en dansk klub. Daniel Aggers kontrakt udløber i 2010.
- 10.-26. februar - De olympiske vinterlege bliver afholdt i Torino, Italien
- 29. april – Fodboldklubben AGF taber 1-0 til SønderjyskE, og det er dermed definitivt afgjort at AGF, efter at have befundet sig i danmarksturneringens bedste række uafbrudt siden 1977, må spille i den næstbedste række i sæsonen 2006/2007
- 29. april – Første udgave af Skjern Å Running Challenge afvikles
- 7. maj – FC København vinder det danske fodboldmesterskab for 5. gang
- 7. maj – Viborg HKs damehold vinder – med sejr i 3. og afgørende kamp imod Slagelse DT – for 10. gang det danske mesterskab i håndbold
- 11. maj – I Parken vinder Randers FC landspokalturneringen i fodbold efter forlænget spilletid imod Esbjerg fB
- 23. maj – Kolding IF vinder det danske mesterskab i herrehåndbold med samlet finalesejr over GOG Svendborg TGI
- Super Bowl XL: Pittsburgh Steelers over Seattle Seahawks 21-10
- 24. juni - Hans Andersen vinder det danske speedway-grandprix i Parken
- 9. juli - Italien vinder VM i fodbold 2006 med en finalesejr over Frankrig efter straffesparkskonkurrence
- 19. juli – danskeren Michael Rasmussen vinder kongeetapen i cykelløbet Tour de France over Tourens højeste tinder efter et langt soloridt og erobrer samtidig den prikkede bjergtrøje
- Floyd Landis vinder Tour de France, men kommer senere under dopingmistanke. Hvis Floyd Landis fratages sejren, vil Oscar Perierio Sio være vinder
- 5. august - Floyd Landis, vinder af Tour de France 2006, erklæres nu officielt dopet efter at også B-prøven efter 17. etape den 20. juli har vist sig positiv med et alt for stort indhold af testosteron
- 10. september - Michael Schumacher, den mest succesfulde Formel 1 kører, annoncerer at han stopper efter den igangværende sæson
- 12. september - Thomas Gravesen meddeler, at han med øjeblikkelig virkning stopper på det danske landshold, for at hellige sig karrieren hos skotske Celtic F.C.
- 27. oktober – St. Louis Cardinals vinder World Series, den sidste runde i Major League Baseballs slutspil, over Detroit Tigers.
- 16. december – Morten Andersen bliver den nye indehaver af rekorden, som den mest scorende kicker i NFL.

## Musik

### Amerikanske udgivelser
- 31. marts: Snoop Dogg: The Chronicalz
- 9. maj: Red Hot Chili Peppers: Stadium Arcadium
- 15. august: Christina Aguilera: Back to Basics
- 12. september: Justin Timberlake: FutureSex/LoveSounds
- 12. september: Papa Roach: The Paramour Sessions
- 2. oktober: The Killers: Sam's Town
- 23. oktober: My Chemical Romance:  The Black Parade
- 17. november: Snoop Dogg: Tha Blue Carpet Treatment
- 21. november: Jay-Z: Kingdom Come

### Colombianske udgivelser
- 10. januar: Shakira: Oral Fixation vol. 2

### Britiske udgivelser
- 23. januar: Arctic Monkeys: Whatever People Say I Am, That's What I'm Not
- 3. april: Morrissey: Ringleader of the Tormentors
- 23. oktober: Robbie Williams: Rudebox

### Danske udgivelser
- 23. januar: Vincent Van Go Go: Do You Know?
- 13. februar: Anden: Soevnloes Og Alex: Ta' det tilbage
- 24. februar: Danser med Drenge: Vores Bedste
- 27. februar: UFO Yepha: Ingen Som Os
- 3. marts: Rasmus Nøhr: Lykkelig smutning
- 6. marts: Joey Moe: MoeTown
- 27. marts: Peter Sommer: Destruktive vokaler
- 10. april: F.U.K.T.: Play With Fire
- 24. april: Bryan Rice: Confessional
- 1. maj: Thomas Koppel: Improvisationer for klaver
- 12. juni: Joe True: Tilbage I Solen
- 7. august: Niarn: Antihelt
- 28. august: Erann DD: Erann
- 25. september: Nik & Jay: 3: Fresh, Fri, Fly
- 6. oktober: Nephew: Interkom kom ind Og Bamses Venner: Kysser Dem Vi Holder a'
- 14. november: Kim Larsen: Gammel Hankat

### Svenske udgivelser
- 1. september: Basshunter: LOL (^^,)>

### Grammy Awards
- Record of the Year: ** Rob Cavallo & Green Day (producere); Chris Lord-Alge & Doug McKean
- Album of the Year: Brian Eno, Flood, Daniel Lanois, Jacknife Lee, Steve Lillywhite & Chris Thomas (producere); Greg Collins, Flood, Carl Glanville, Simon Gogerly, Nellee Hooper, Jacknife Lee & Steve Lillywhite, (engineers/mixers); Arnie Acosta (mastering engineer), U2 for How To Dismantle An Atomic Bomb
- Song of the Year: U2, tekstforfattere for "Sometimes You Can't Make It on Your Own"
- Best New Artist: John Legend

### Danish Music Awards
- Årets Danske Album: Mew – And The Glass Handed Kites
- Årets Danske Gruppe: Mew
- Årets Nye Danske Navn: Magtens Korridorer
- Årets Danske Sanger: Jonas Bjerre (Mew)
- Årets Danske Hit: TV-2 – De Første Kærester På Månen

### Melodi Grand Prix
- Dansk vinder: Sidsel Ben Semmane: Twist Of Love
- 20. maj - International vinder: Lordi: Hard Rock Hallelujah (Finland)

### Andet
- 8. januar - den britiske musiker og sangskriver David Bowie udgiver albummet Blackstar på sin 69 års fødselsdag. To dage efter dør han efter længere tids sygdom
- 11. februar – Sidsel Ben Semmane vinder Dansk Melodi Grand Prix med sangen Twist of Love
- 19. februar - omkring 1,3 millioner mennesker overværer en koncert med Rolling Stones på Copacabana i Rio de Janeiro
- 9. marts - for første gang siden opløsningen i 1978 mødes de fire medlemmer af Gasolin' offentligt i anledning af premieren på en dokumentarfilm om rockgruppen
- 16. august - Dizzy Mizz Lizzy spillede for første gang i 10 år sammen igen til koncerten Brandalarm. Men gik efterfølgende hver til sit igen
- 2. november – MTV Europe Music Awards Afholdtes i Bella Center, København. Vært: Justin Timberlake. Optrædener fra blandt andet: Nelly Furtado, Justin Timberlake, Rihanna, Lordi, Muse, Snoop Dogg & Pharrell. Prisvindere: Justin Timberlake, Gnarles Barkley, Muse

## Nobelprisen
- Fysik – John C. Mather og George F. Smoot, for deres opdagelser der støtter teorien om Big Bang.
- Kemi – Roger D. Kornberg, for hans studier af den molekylære basis for eukaryot transskription.
- Medicin – Andrew Z. Fire og Craig C. Mello, "Opdagelse af hvorledes RNA-interferens styrer genregulering i eukaryote celler".[2]
- 12. oktober - Tyrkiske Orhan Pamuk tildeles Nobelprisen i litteratur
- 13. oktober - Fred – Den bangladeshiske bank Grameen Bank og dens stifter Muhammad Yunus
- Økonomi – Edmund Phelps, "for sin analyse af intertempotale trade-offs i makroøkonomiske politikker"[3]

## Bøger
- Boghandlernes gyldne laurbær tildeles Morten Ramsland for Hundehoved (roman)

## Film
13. oktober: Wikke & Rasmussen – Der Var Engang En Dreng – Som fik en lillesøster med vinger